# Heliotropium hirsutissimum
Espèce
Heliotropium hirsutissimum est une espèce de plantes herbacées méditerranéenne de la famille des Boraginacées.